# Brzozówka (powiat kozienicki)
Brzozówka – wieś sołecka sołecka w Polsce położona w województwie mazowieckim, w powiecie kozienickim, w gminie Grabów nad Pilicą.
| SIMC    | Nazwa       | Rodzaj    |
| ------- | ----------- | --------- |
| 0621535 | Podlesie    | część wsi |
| 0621541 | Podogrodzie | część wsi |
| 0621558 | Podosie     | część wsi |
| 0621564 | Zakącie     | część wsi |
| 0621570 | Zastocze    | część wsi |

W latach 1975–1998 miejscowość należała administracyjnie do województwa radomskiego.
Wierni kościoła rzymskokatolickiego należą do parafii Świętej Trójcy w Grabowie nad Pilicą.